# Elsa Fermbäck
Elsa Håkansson Fermbäck (* 28. März 1998 in Härjedalen, Jämtlands län) ist eine schwedische Skirennläuferin. Sie ist auf die technischen Disziplinen Slalom und Riesenslalom spezialisiert.

## Biografie
Elsa Fermbäck wuchs im Dorf Vemhån in der Gemeinde Härjedalen auf. Nach der Grundschule besuchte sie das Gymnasium im Nachbarort Hede. Sie startet für den Skiverein Vemdalen, den sie als erste Athletin bei Weltmeisterschaften vertrat.
Fermbäck bestritt im Alter von 16 Jahren ihre ersten FIS-Rennen in Kåbdalis. Im Januar 2015 nahm sie am Europäischen Olympischen Jugendfestival in Malbun teil, konnte aber weder Slalom noch Riesenslalom beenden. Auch bei ihren ersten Juniorenweltmeisterschaften in Sotschi schied sie in beiden Rennen aus. Im Dezember 2016 gab sie im Riesenslalom von Trysil ihr Europacup-Debüt. Bei den Heim-Juniorenweltmeisterschaften 2017 in Åre belegte sie die Ränge zwölf und 18 in Slalom und Riesenslalom. Nachdem sie im Europacup wenig Fortschritte gemacht hatte, kam sie bei den Juniorenweltmeisterschaften in Davos nicht über Platz 14 im Riesenslalom hinaus. In der Saison 2018/19 verbesserten sich ihre Europacup-Ergebnisse deutlich und sie erreichte als Dritte des Parallelslaloms von Tignes ihren ersten Podestplatz. Bei den Juniorenweltmeisterschaften 2019 im Fassatal gewann sie die Bronzemedaille im Slalom. Im Januar 2021 gelang ihr im Slalom von Vaujany ihr erster Europacupsieg. 
Am 17. November 2018 gab Fermbäck im Slalom von Levi ihr Weltcup-Debüt. Der erste Punktgewinn glückte ihr im Januar 2021 mit Platz 21 beim Nachtslalom in Flachau. Aufgrund ihrer guten Europacup-Resultate gelangte sie ins schwedische Aufgebot für die Weltmeisterschaften in Cortina d’Ampezzo, wo sie Slalomrang 16 belegte. Am Ende der Saison schaffte sie mit Platz 14 in Åre ihr vorläufig bestes Weltcup-Ergebnis.

## Erfolge

### Olympische Spiele
- Peking 2022: 28. Slalom

### Weltmeisterschaften
- Cortina d’Ampezzo 2021: 16. Slalom

### Weltcup
- 2 Platzierungen unter den besten 20

### Weltcupwertungen
| Saison  | Gesamt | Gesamt | Slalom | Slalom |
| Saison  | Platz  | Punkte | Platz  | Punkte |
| ------- | ------ | ------ | ------ | ------ |
| 2020/21 | 88.    | 28     | 37.    | 28     |
| 2021/22 | 103.   | 24     | 39.    | 24     |

### Juniorenweltmeisterschaften
- Åre 2017: 12. Slalom, 18. Riesenslalom
- Davos 2018: 14. Riesenslalom
- Fassatal 2019: 3. Slalom, 36. Riesenslalom

### Europacup
- Saison 2020/21: 8. Slalomwertung
- Saison 2021/22: 5. Gesamtwertung, 3. Slalomwertung
- 9 Podestplätze, davon 2 Siege:

| Datum             | Ort     | Land       | Disziplin |
| ----------------- | ------- | ---------- | --------- |
| 9. Januar 2021    | Vaujany | Frankreich | Slalom    |
| 15. Dezember 2021 | Ahrntal | Italien    | Slalom    |

### Weitere Erfolge
- 16 Siege in FIS-Rennen